# 루다
루다(본명: 이루다, 본명 한자: 李-, 1997년 2월 6일~)는 대한민국의 가수이자 배우이다. 걸 그룹 우주소녀와 우주소녀 쪼꼬미에서 활동 중이다.

## 학력
- 서울영화초등학교(졸업)
- 대방중학교(졸업)
- 해성여자고등학교(졸업)

## 음반 목록
- 2018 - 두니아 ost part.2 《Dreamland》
- 2023 - 나의 X같은 스무살 ost part.2 《Eyes On You》

## 출연 작품

### 텔레비전 프로그램
- 2016년 엠넷 《우주 LIKE 소녀》
- 2017년 SBS 《게임쇼 유희낙락》 - 게스트
- 2018년 MBC 《두니아 처음 만난 세계》 - 고정 출연
- 2018년 OGN 《클래시 로얄 리그 아시아》 - MC
- 2018년 엠넷 《방문교사》 - 고정 출연
- 2018년 KBS 《안녕하세요》 - 게스트
- 2019년 tvN 《놀라운 토요일》 - 게스트
- 2021년 SBS 《런닝맨》 - 게스트

### 드라마
- 2023년 바바요 by IHQ 《린자면옥》
- 2023년 웹드라마 《나의 X같은 스무살》
- 2025년 MBC 일일드라마 《태양을 삼킨 여자》 - 백미소 역 (1회 ~ 12회 특별출연)

## 수상 및 후보
| 연도 | 시상식           | 부문                       | 작품          | 결과 |
| ---- | ---------------- | -------------------------- | ------------- | ---- |
| 2018 | MBC 방송연예대상 | 버라이어티부문 여자 신인상 | 일밤 - 두니아 | 후보 |

### 내용주
1. ↑  “[My Name] 우주소녀 (4) 내추럴 유닛 – 루다, 다원, 미기” (보도 자료). 텐아시아. 2016년 4월 27일. 2016년 8월 17일에 원본 문서에서 보존된 문서. 2022년 4월 28일에 확인함.
2. ↑  “위에화엔터테인먼트 우주소녀 프로필”. 2016년 2월 20일. 2017년 5월 11일에 확인함.